# セバスティアン・ハウスナー
セバスティアン・ルンド・ハウスナー（Sebastian Lund Hausner、2000年4月11日 - ）は、デンマーク・ホーセンス出身のサッカー選手。IFKヨーテボリ所属。ポジションはディフェンダー。

## クラブ経歴
2014年11月、地元ACホーセンスからオーフスGFの下部組織に加入した。2017年3月、トップチーム招集を受け、カップ戦を戦うメンバーに帯同したものの、出番は訪れなかった。
2018年9月26日、デンマーク・カップのオーフス・フレマド戦にてトップチームデビューを果たした